# WNT Rotor Pro Cycling Team/Saison 2019
Diese Liste beschreibt die Mannschaft und die Siege des Radsportteams WNT Rotor Pro Cycling in der Saison 2019.

## Mannschaft
| Teamkader 2019                    | Teamkader 2019     | Teamkader 2019 | Teamkader 2019                         |
| Name                              | Geburtsdatum       | Land           | Vorheriges Team                        |
| --------------------------------- | ------------------ | -------------- | -------------------------------------- |
| Laura Asencio                     | 14. Mai 1998       | Frankreich     | DN Auvergne-Rhône Alpes (2018)         |
| Anna Badegruber                   | 14. Januar 1997    | Österreich     | Vitalogic Astrokalb Radunion Nö (2016) |
| Lisa Brennauer                    | 8. Juni 1988       | Deutschland    | Wiggle High5 (2018)                    |
| Janneke Ensing (1. Jun.–31. Dez.) | 21. September 1986 | Niederlande    | Alé Cipollini (2018)                   |
| Kathrin Hammes                    | 9. Januar 1989     | Deutschland    | Trek-Drops (2018)                      |
| Clara Koppenburg                  | 3. August 1995     | Deutschland    | Cervélo Bigla (2018)                   |
| Claudia Koster                    | 22. März 1992      | Niederlande    | Virtu Cycling Women (2018)             |
| Erica Magnaldi                    | 24. August 1992    | Italien        | Bepink (2018)                          |
| Gabrielle Pilote Fortin           | 26. April 1993     | Kanada         | Cervélo Bigla (2017)                   |
| Sarah Rijkes                      | 2. April 1991      | Österreich     | Experza-Footlogix (2018)               |
| Ane Santesteban                   | 12. Dezember 1990  | Spanien        | Alé Cipollini (2018)                   |
| Aafke Soet                        | 23. November 1997  | Niederlande    | Parkhotel Valkenburg-Destil (2017)     |
| Lea Lin Teutenberg                | 2. Juli 1999       | Deutschland    |                                        |
| Lara Vieceli                      | 16. Juli 1993      | Italien        | Astana Women's Team (2018)             |
| Kirsten Wild                      | 15. Oktober 1982   | Niederlande    | Wiggle High5 (2018)                    |
|                                   |                    |                |                                        |
| Quelle: UCI                       |                    |                |                                        |

## Siege
| Siege    | Siege                                                                  | Siege       | Siege  | Siege            | Siege |
| Datum    | Rennen                                                                 | Staat       | Klasse | Siegerin         |       |
| -------- | ---------------------------------------------------------------------- | ----------- | ------ | ---------------- | ----- |
| 23. Feb. | Setmana Ciclista Valenciana, 3. Etappe                                 | Spanien     | 2.2    | Clara Koppenburg |       |
| 24. Feb. | Setmana Ciclista Valenciana, Gesamtwertung                             | Spanien     | 2.2    | Clara Koppenburg |       |
| 28. Mär. | Classic Brugge-De Panne                                                | Belgien     | 1.WWT  | Kirsten Wild     |       |
| 31. Mär. | Gent-Wevelgem                                                          | Belgien     | 1.WWT  | Kirsten Wild     |       |
| 12. Apr. | Healthy Ageing Tour, 3. Etappe                                         | Niederlande | 2.1    | Kirsten Wild     |       |
| 13. Apr. | Healthy Ageing Tour, 4. b Etappe                                       | Niederlande | 2.1    | Lisa Brennauer   |       |
| 14. Apr. | Healthy Ageing Tour, 5. Etappe                                         | Niederlande | 2.1    | Kirsten Wild     |       |
| 12. Mai  | Festival luxembourgeois du Cyclisme Féminin Elsy Jacobs, Gesamtwertung | Luxemburg   | 2.1    | Lisa Brennauer   |       |
| 12. Mai  | Festival luxembourgeois du Cyclisme Féminin Elsy Jacobs, 2. Etappe     | Luxemburg   | 2.1    | Lisa Brennauer   |       |
| 2. Jun.  | Lotto Thüringen Ladies Tour, Gesamtwertung                             | Deutschland | 2.1    | Kathrin Hammes   |       |
| 5. Jun.  | Tour de Bretagne féminin, 1. Etappe                                    | Frankreich  | 2.2    | Kirsten Wild     |       |
| 6. Jun.  | Tour de Bretagne féminin, 2. Etappe                                    | Frankreich  | 2.2    | Kirsten Wild     |       |
| 30. Jun. | Deutsche Meisterschaften im Straßenradsport, Straßenrennen der Frauen  | Deutschland | CN     | Lisa Brennauer   |       |
| 14. Sep. | Madrid Challenge by La Vuelta, 1. Etappe                               | Spanien     | 2.WWT  | Lisa Brennauer   |       |
| 15. Sep. | Madrid Challenge by La Vuelta, Gesamtwertung                           | Spanien     | 2.WWT  | Lisa Brennauer   |       |

## UCI-Weltranglisten-Platzierungen
| UCI-Ranking | UCI-Ranking             | UCI-Ranking | UCI-Ranking |
| Fahrerin    | Fahrerin                | Land        | Punkte      |
| ----------- | ----------------------- | ----------- | ----------- |
| 15.         | Lisa Brennauer          | Deutschland | 982.33 P.   |
| 24.         | Kirsten Wild            | Niederlande | 732.67 P.   |
| 53.         | Ane Santesteban         | Spanien     | 392.67 P.   |
| 55.         | Clara Koppenburg        | Deutschland | 354 P.      |
| 88.         | Erica Magnaldi          | Italien     | 233.67 P.   |
| 97.         | Kathrin Hammes          | Deutschland | 221.67 P.   |
| 111.        | Janneke Ensing          | Niederlande | 196.67 P.   |
| 325.        | Lara Vieceli            | Italien     | 47.67 P.    |
| 435.        | Sarah Rijkes            | Österreich  | 28 P.       |
| 487.        | Claudia Koster          | Niederlande | 23 P.       |
| 742.        | Lea Lin Teutenberg      | Deutschland | 8 P.        |
| 782.        | Gabrielle Pilote Fortin | Kanada      | 6 P.        |
| 934.        | Laura Asencio           | Frankreich  | 3 P.        |